# Kursächsische Postmeilensäule Eibenstock

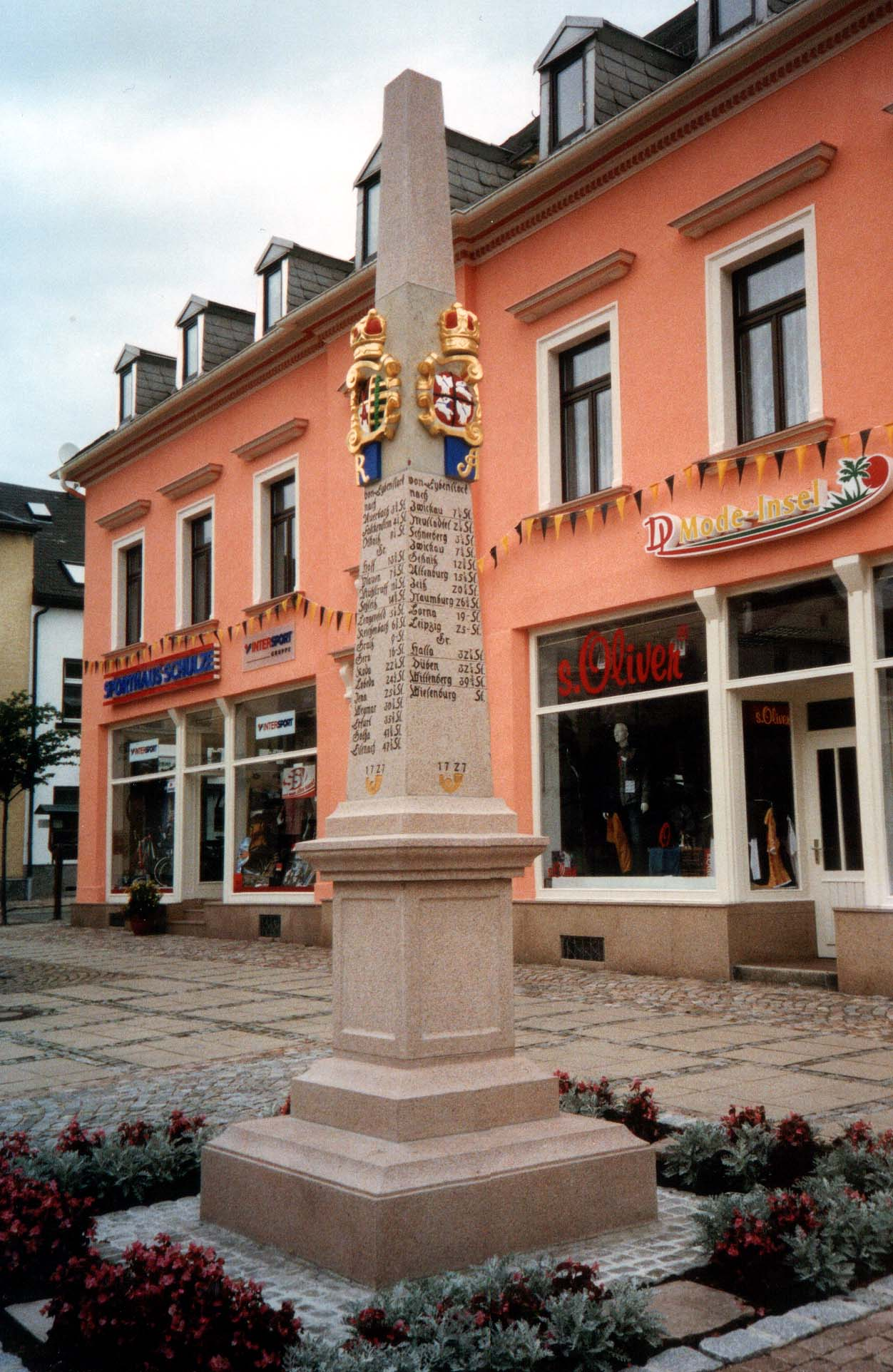
Distanzsäule auf dem Postplatz

Die kursächsische Postmeilensäule Eibenstock gehört zu den Postmeilensäulen, die im Auftrag des Kurfürsten Friedrich August I. von Sachsen durch den Land- und Grenzkommissar Adam Friedrich Zürner in der 1. Hälfte des 18. Jahrhunderts im Kurfürstentum Sachsen errichtet worden sind. Es handelt sich um eine wappengeschmückte Distanzsäule. Sie befindet sich auf dem Postplatz in der westerzgebirgischen Stadt Eibenstock im Erzgebirgskreis. 

## Geschichte
Die Säule wurde 1727 aufgestellt. Sie wurde vom Steinmetz Matthias Lambacher aus Johanngeorgenstadt gefertigt, der dafür Granit aus Brettmühl verwendete.  Nur das Wappen wurde aus Niederschönaer Sandstein gefertigt. In der Mitte des 19. Jahrhunderts wurde die Säule abgerissen und als Baumaterial verwendet. Im Juli 2005 wurde, nach dem Fund eines nicht mehr verwendbaren Reststückes der Originalsäule, eine Kopie der Säule aus Blauenthaler Granit und Elbsandstein errichtet. Die nicht mehr komplett erkennbaren Inschriften auf dem inzwischen museal aufbewahrten Reststück wurden von der Forschungsgruppe Kursächsische Postmeilensäulen e.V. rekonstruiert. Aufgrund des schon fertigen Fundamentes konnte jedoch die Aufstellung nicht in der vorgeschlagenen Originalausrichtung über Eck erfolgen.

## Aufbau
Die Postdistanzsäule besteht aus sieben Teilen. Sockel, Postament und Postamentbekrönung bilden den Unterbau.
Der Oberbau besteht aus Zwischenplatte, Schaft, Wappenstück und Spitze.